# Прибил
Прибил био је српски жупан зачетник династије Прибиловићи који је саградио манастир Добрун у Добруну близу Вишеграда као породичну погребну цркву. Ктитор је манастира заједно са својим синовима, жупанима Стефаном и Петром. Слика у првом делу чланка осликава породичну фреску док слика у наставку приказује више-рангираног племића, протовестијара Стана, који је био Прибилов очух.
Датум оснивања манастира није до краја утврђен. Датуми су означени као период владавине краља Стефана Душана (пре 1343), 1360—70. и 1370-их година.

## Дужности
У доба краља, а потом цара Душана (1331—1345. и 1345—1355) у Добруну дужност чувара тог дела западне границе српске државе је вршио жупан Прибил. Поред жупанског двора у тврђави гради између 1340. и 1343. године манастир. Манастирска црква је била скромна, зидана је од камена и сиге, имала је облик једнобродне засведене базилике без куполе. Храм су живописали врсни зографи из јужне Србије.
После монашења жупана Прибила (монашко име Варнава) наслеђују га синови прво Стефан а потом Петар, који је дозидао спољну припрату и ризницу са северне стране и живописао их 1383. године.

## Породица
Прибил је са супругом Болеславом имао два сина:
- жупана Стефана[1]
- жупана Петра (замонашен 1383. узевши монашко име Јован)[1][2][3]